# Brent Cooper (judoka)
Arthur David Brent Cooper (ur. 14 września 1960 w Otaki) – nowozelandzki judoka. Olimpijczyk z Seulu 1988, gdzie zajął piąte miejsce wadze półlekkiej.
Uczestnik mistrzostw świata w 1981, 1985 i 1987. Triumfator igrzysk Wspólnoty Narodów w 1990. Złoty medalista mistrzostw Oceanii w 1988 roku.

## Letnie Igrzyska Olimpijskie 1988
| Konkurencja | Eliminacje          | Eliminacje              | Eliminacje               | Repasaże             | o 3. miejsce            | Klas. końcowa |
| Konkurencja | Przeciwnik I        | Przeciwnik II           | Przeciwnik III           | Przeciwnik I         | Finały                  | Miejsce       |
| ----------- | ------------------- | ----------------------- | ------------------------ | -------------------- | ----------------------- | ------------- |
| -65 kg      | Pierre Sène (SEN) Z | Driss El-Mamoun (MAR) Z | Janusz Pawłowski (POL) P | Philip Laats (BEL) Z | Yōsuke Yamamoto (JPN) P | 5.            |